# Sofonisba Anguissola
Sofonisba Anguissola (Cremona, c. 1535-Palermo, 16 de noviembre de 1625) fue una pintora italiana, considerada la primera mujer pintora de éxito del Renacimiento. Cultivó el retrato y el autorretrato, estableciendo nuevas reglas en el ámbito del retrato femenino. A los veintisiete años se estableció en España, en la corte del rey Felipe II. Se le adjudica un importante papel como eslabón entre el retrato italiano y el español en el siglo XVI, además de notable influencia en el desarrollo posterior de este género en Italia. Su trayectoria resultó un precedente para varias mujeres artistas que habían sido excluidas de la enseñanza académica, de gremios y talleres y del mecenazgo papal, pero que sí encontraron respaldo en las cortes europeas entre los siglos XVI y XVIII.

## Biografía

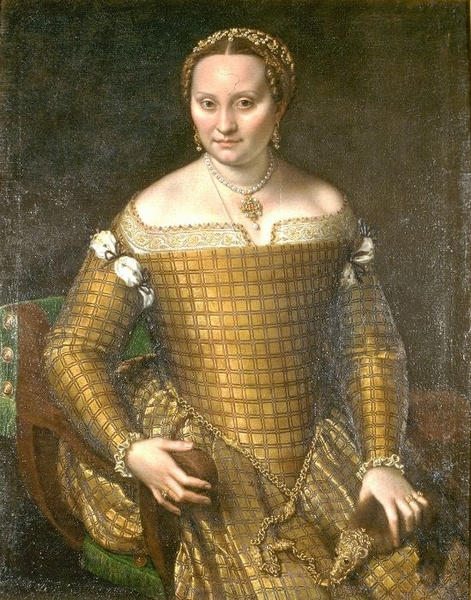
Retrato de Bianca Ponzoni Anguissola, madre de la artista, 1557. Gemäldegalerie de Berlín.

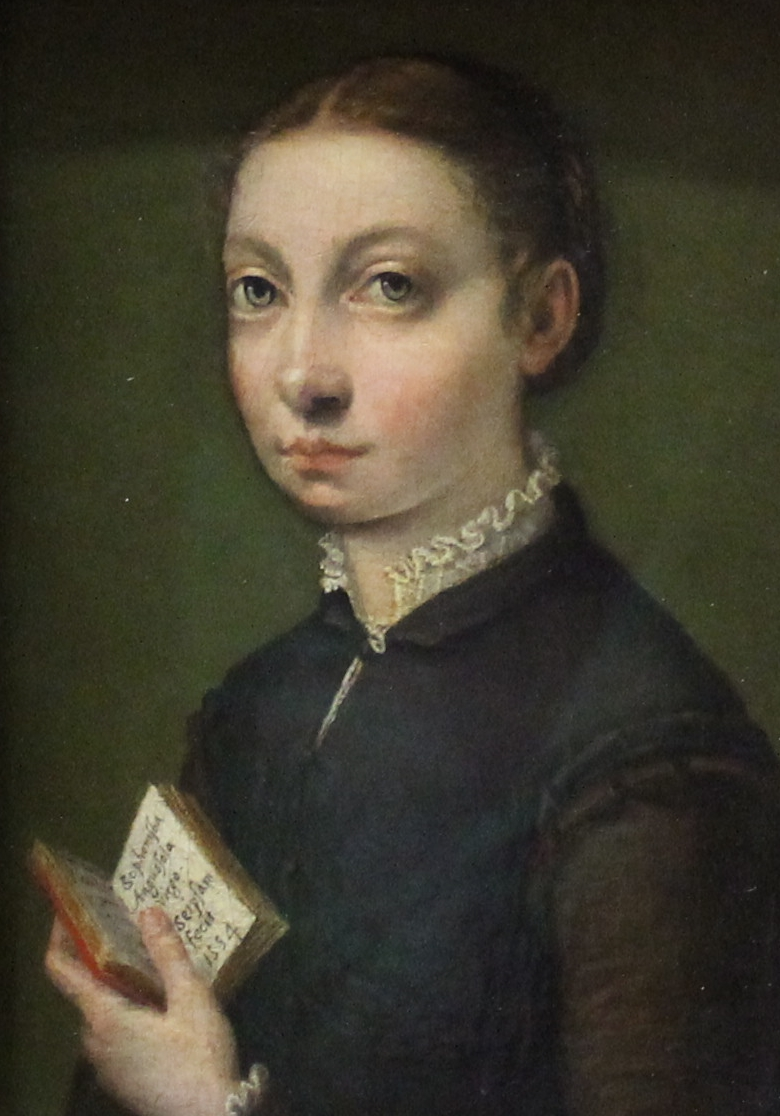
Autorretrato (c. 1554), Viena, Kunsthistorisches Museum.

Sofonisba Anguissola (también escrito Anguisciola o Anquissola) nació en Cremona hacia 1535. Era la mayor de siete hermanos, seis de los cuales eran niñas. Su padre, Amilcare Anguissola, era miembro de la baja nobleza genovesa. Su madre era Bianca Ponzone. Durante las cuatro generaciones anteriores, la familia tuvo una estrecha conexión con la historia antigua de Cartago, por lo que nombraron a su progenie en honor del gran general Aníbal, llamando a su hija mayor como la trágica protagonista cartaginesa Sofonisba.
Amilcare animó a sus hijas (Sofonisba, Elena, Lucia, Europa, Minerva y Ana María) a cultivarse y perfeccionar sus talentos. Como Sofonisba, cuatro de sus hermanas también fueron pintoras, aunque Sofonisba fue de lejos la que mejor lo consiguió y la más renombrada. Elena, la segunda hermana, se hizo monja (existe un retrato de ella pintado por Sofonisba) y tuvo que dejar de pintar. También dejaron la pintura Ana María y Europa, con motivo de contraer matrimonio, mientras que Lucía, la mejor pintora de las hermanas, murió joven. La otra hermana, Minerva, se hizo escritora y latinista. Asdrubale, el hermano varón, estudió música y latín, pero no pintaba. Su aristocrático padre se aseguró de que tanto Sofonisba como sus hermanas recibieran una buena educación en la que estaban incluidas las bellas artes.

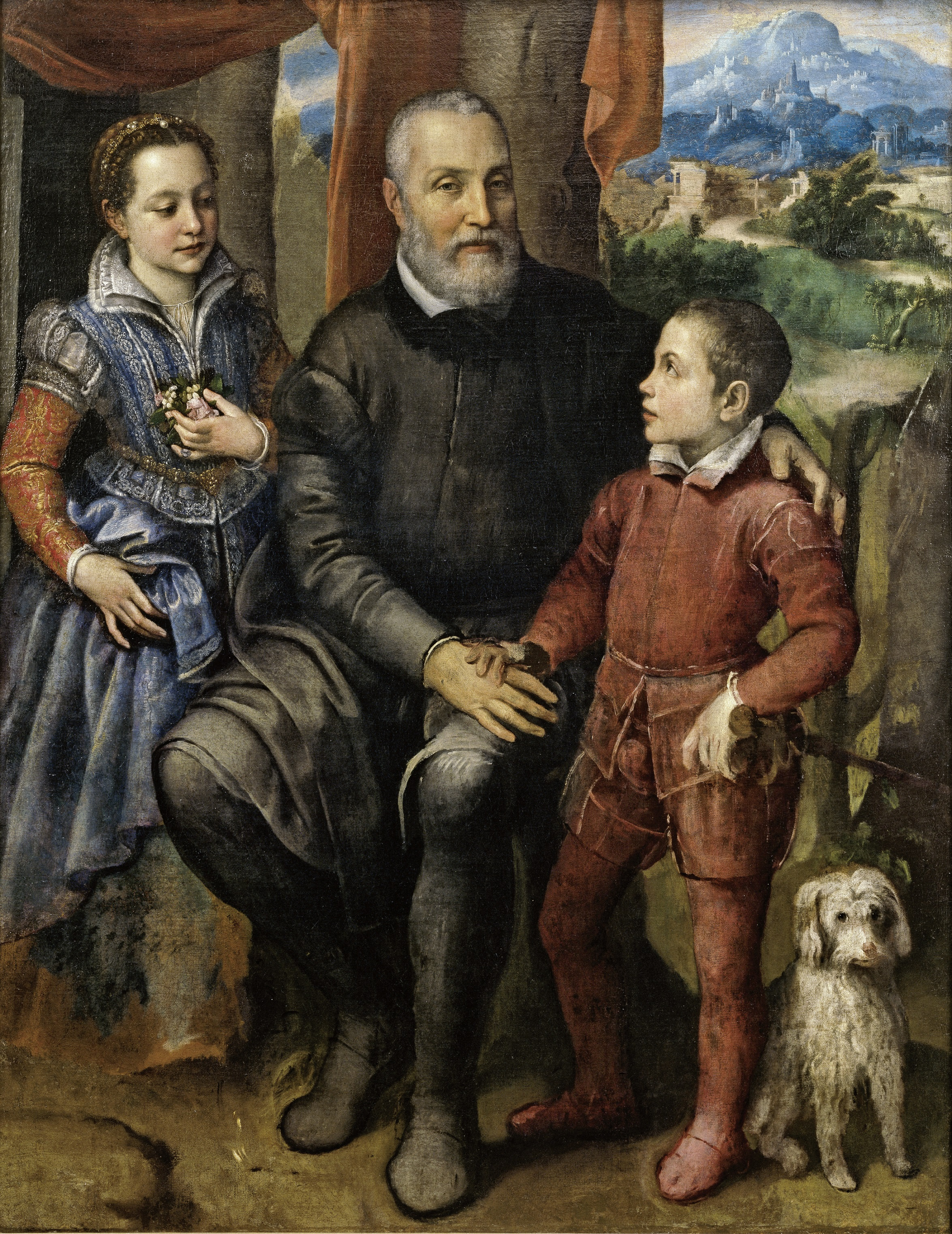
Retrato de familia, Minerva, Amilcare y Asdrubale Anguissola, 1557, Nivaagaard Museum, Dinamarca.

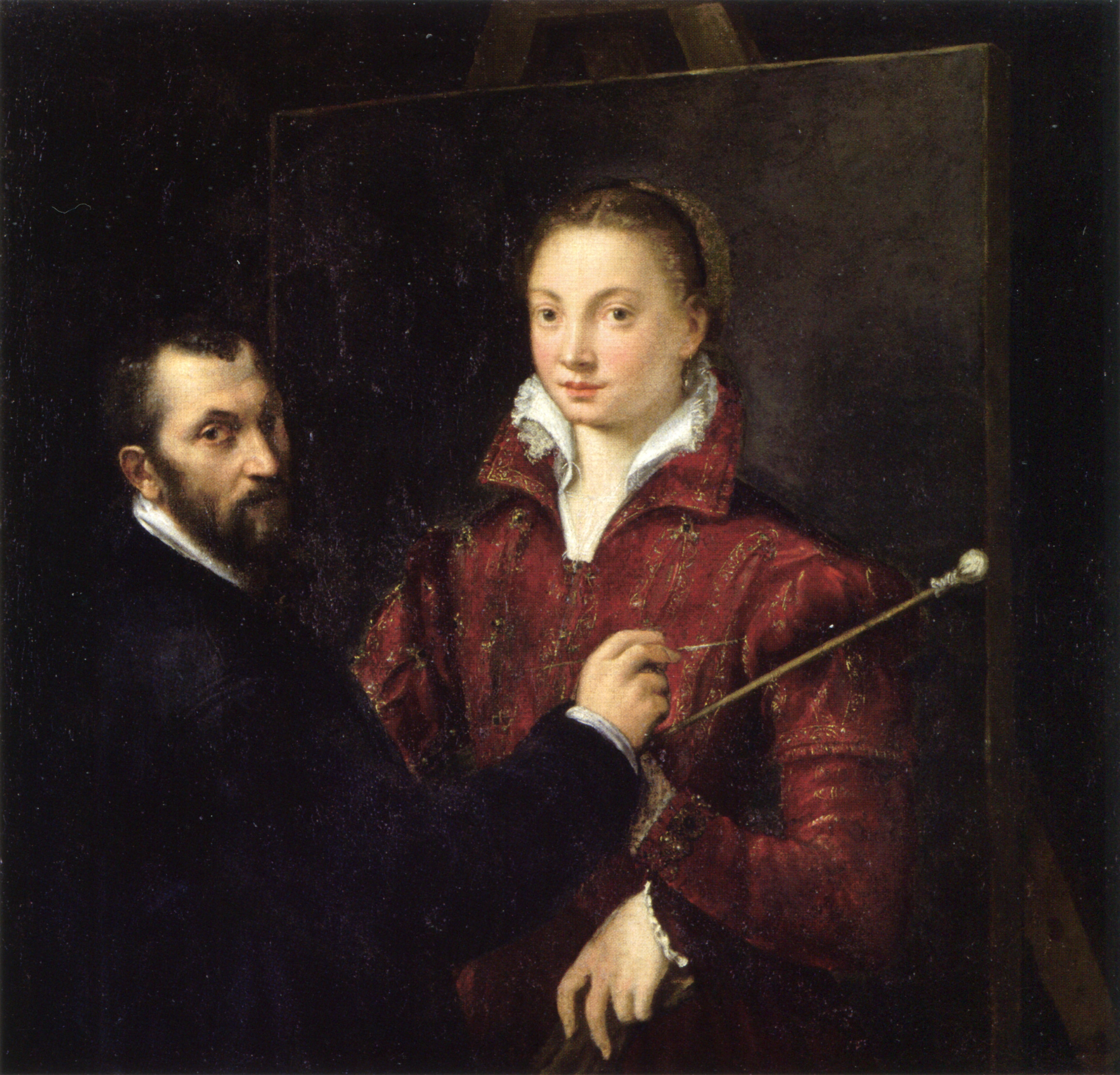
Bernardino Campi en un retrato de Anguissola (Autoritratto con Bernardino Campi, 1550). Pinacoteca Nacional de Siena.

A la edad de catorce años su padre la envió, junto con su hermana Elena, a estudiar con Bernardino Campi, pintor también nacido en Cremona, un respetado autor de retratos y escenas religiosas de la escuela de Lombardía. Cuando Campi se mudó a otra ciudad, Sofonisba continuó sus estudios con el pintor Bernardino Gatti (conocido como «El Sojaro»). El aprendizaje de Sofonisba con artistas locales sentó un precedente para que las mujeres fueran aceptadas como estudiantes de arte. No se sabe con certeza, pero probablemente continuó sus estudios junto a Gatti durante tres años. Su trabajo más importante de aquella época es su obra Bernardino Campi pintando a Sofonisba Anguissola, fechado en 1550 y que se encuentra en la Pinacoteca Nacional de Siena.

### Viaje a Roma

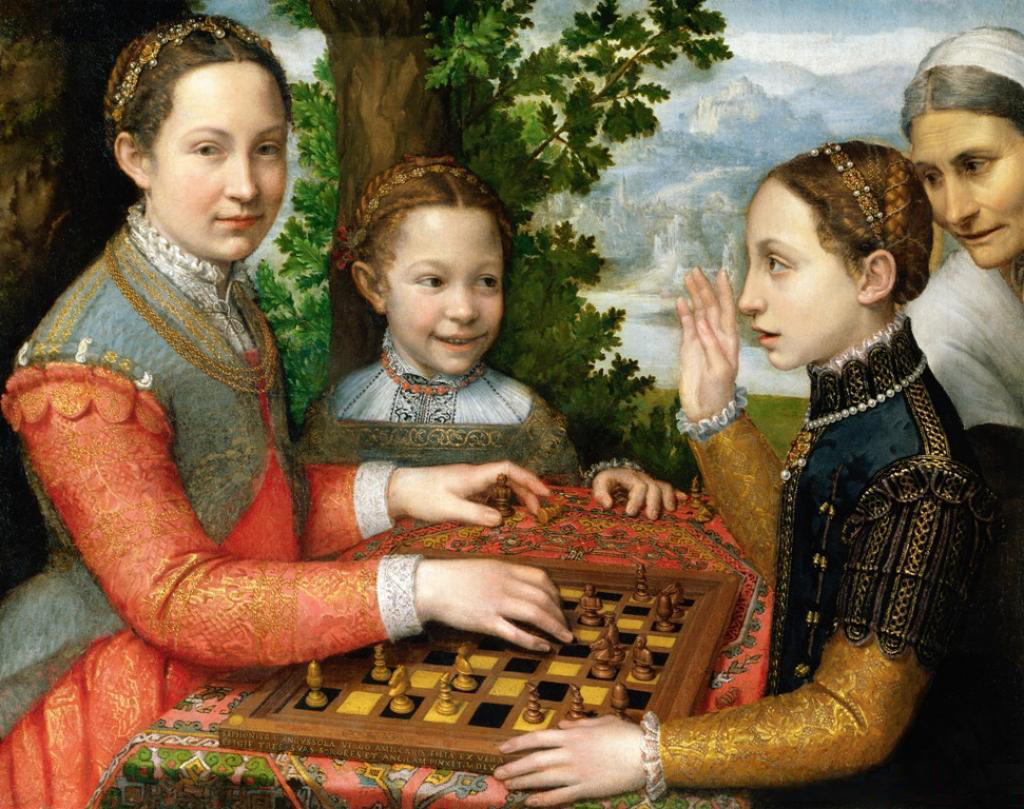
Lucia, Minerva y Europa Anguissola jugando al ajedrez, 1555, Museo Nacional, Poznan, Polonia.

En 1554 Sofonisba viajó a Roma, donde conoció a Miguel Ángel por mediación de otros pintores que conocían bien su obra. Este encuentro con el artista fue un gran honor para la pintora y se benefició de ser instruida informalmente por el gran maestro. Cuando él le pidió que pintara un niño llorando, Sofonisba dibujó un Niño mordido por un cangrejo (Nápoles, Museo de Capodimonte) y cuando Miguel Ángel lo vio, reconoció de inmediato su talento. A partir de ese momento, el genio le daba bosquejos de su cuaderno de notas para que ella los pintara con su estilo personal y le ofreció consejo sobre los resultados. Durante al menos dos años, Sofonisba continuó este estudio informal, recibiendo una sólida orientación del propio Miguel Ángel.
El gran historiador del arte Giorgio Vasari escribió sobre ella: «Anguissola ha mostrado su mayor aplicación y mejor gracia que cualquier otra mujer de nuestro tiempo en sus empeños por dibujar; por eso ha triunfado no sólo dibujando, coloreando y pintando de la naturaleza, y copiando excelentemente de otros, sino por ella misma que ha creado excelentes y muy bellas pinturas».
No obstante, no lo tuvo fácil, pues a pesar de que contó con coraje y apoyo, más que el resto de las mujeres de su época, su clase social no le permitía ir más allá de los límites impuestos para su sexo. No tuvo la posibilidad de estudiar anatomía o dibujar del natural, pues era considerado inaceptable para una señora que viera cuerpos desnudos —esta situación se repetiría un siglo después con Elisabetta Sirani, quien tampoco pudo acceder a una formación artística completa por ser mujer—. En su lugar, Sofonisba buscó las posibilidades para un nuevo estilo de retratos, con personajes con poses informales. Los miembros de su propia familia y su propio rostro fueron los protagonistas más frecuentes de sus obras, como se puede ver en Autorretrato (1554; en el Kunsthistorisches Museum de Viena), El juego de ajedrez (1555; Museo Nacional, Poznan), en el que pinta a sus hermanas Lucía, Minerva y Europa, y el Retrato de Amílcar, Minerva y Asdrúbal Anguissola (1557-1558; Nivågårds Malerisambling, Niva, Dinamarca).

### De Milán a España

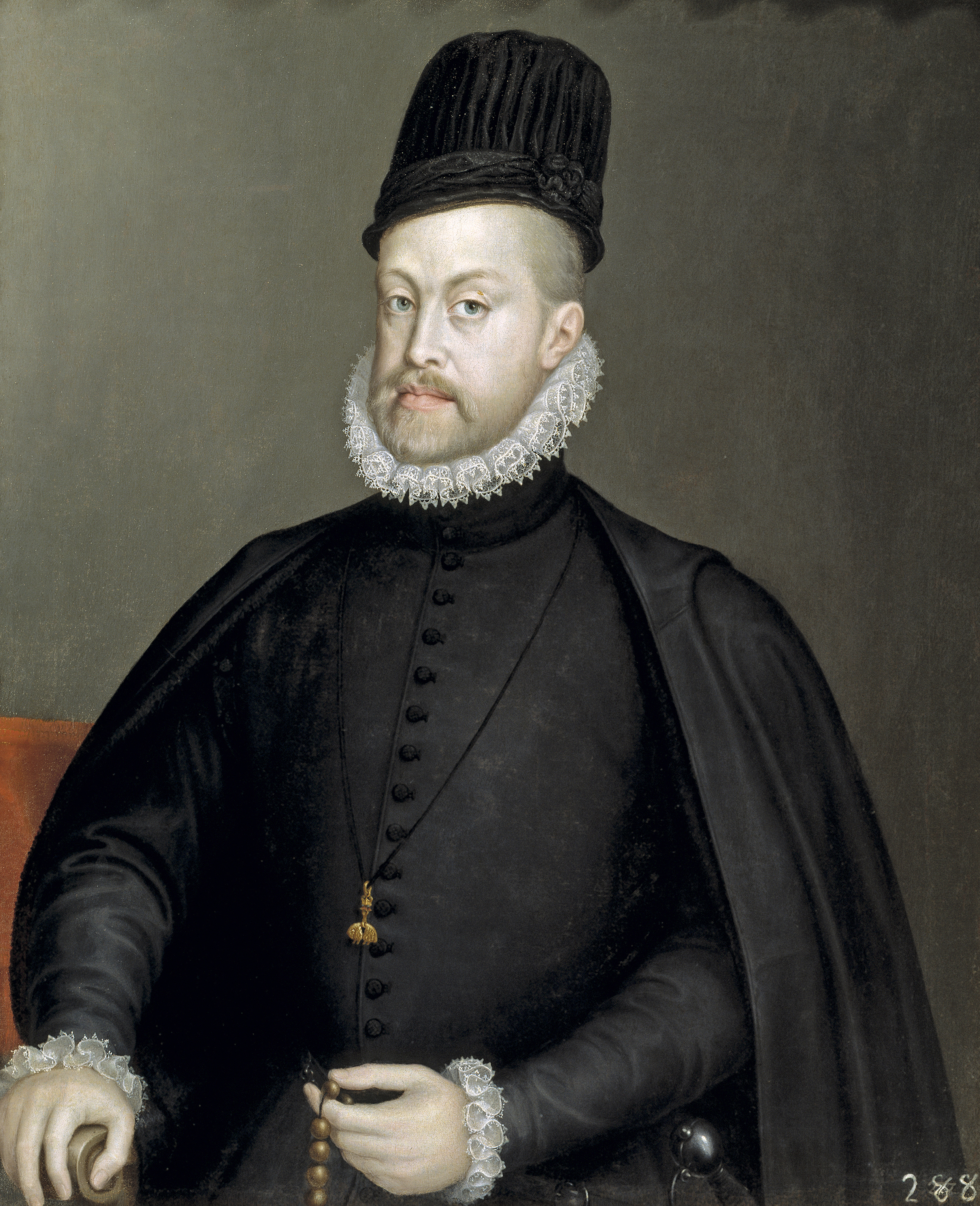
Retrato de Felipe II, (1573), óleo sobre lienzo, 88 x 72 cm. Tradicionalmente atribuido a Alonso Sánchez Coello y que actualmente se asigna a Sofonisba. Museo del Prado, Madrid.

Cuando ya era conocida, Sofonisba se desplazó a Milán, hacia 1558, en donde pintó al duque de Alba. Unos meses más tarde, durante el verano de 1559, el duque de Alba prepara en París los esponsales entre Felipe II e Isabel de Valois, tercera esposa del rey. Entre otras cuestiones, se ocupa de las damas que va a llevar consigo la joven reina a España. El duque decide incluir a Sofonisba entre dichas damas, sabedor de la afición de la reina por el dibujo. Alba cursa una invitación a Amilcare Anguissola, quien en septiembre accede a dejar partir a su hija a España. Desde febrero de 1560 hasta el verano de 1573, Anguissola vivió en la corte española, primero como dama de Isabel de Valois y, tras la muerte de la reina, como tutora de las infantas, especialmente de Isabel Clara Eugenia.
Con solo veinticinco años, Sofonisba llegó a Madrid en el invierno de 1560 para convertirse en dama de compañía de la nueva reina y pintar sus retratos, como Isabel de Valois sosteniendo un retrato de Felipe II, y los de otros miembros de la corte. Enseguida se ganó la estima y confianza de Isabel de Valois. Durante este tiempo, trabajó estrechamente con Alonso Sánchez Coello; se aproximó tanto a su estilo, que inicialmente el famoso retrato de Felipe II en edad mediana (Madrid, Museo del Prado) fue atribuido a Coello. Ha sido recientemente cuando se ha reconocido a Anguissola como la autora del mismo. También las historiadoras Carmen Bermis y María Kusche consideran que La dama de armiño, uno de los más famosos retratos tradicionalmente asignados al Greco, podría haber sido pintado por ella.
Anguissola pasó los años siguientes como pintora de cámara pintando sobre todo retratos oficiales de la Corte, incluyendo los de la reina y otros miembros de la familia real, como la hermana de Felipe II, Juana, y su hijo, Don Carlos. Sus pinturas de Isabel de Valois y de Ana de Austria, la cuarta esposa de Felipe II, son vibrantes y llenas de vida.
En general, se puede afirmar que desde 1560, discípulos de Moro como Alonso Sánchez Coello o Sofonisba Anguissola, aplican sin mayores innovaciones el modelo de retrato de estado articulado durante las décadas anteriores. En España, Juan Pantoja de la Cruz prolongará el modelo, continuado después por Velázquez, quien sí introducirá —aun marginalmente— una nueva fórmula para el retrato femenino, con sus retratos ecuestres.

### Regreso y vejez en Italia
En 1570 aún continuaba soltera. No obstante, su edad hace aconsejable buscar un matrimonio adecuado, proceso del cual se hace responsable el rey, como era usual con las damas de la reina. Ella pide un partido italiano, que finalmente se le encuentra: Fabrizio Moncada, hijo del príncipe de Paterno, virrey de Sicilia, noble siciliano de ascendencia aragonesa. Tras la boda, celebrada con gran pompa y por la que recibió una dote por parte del rey de España, se trasladó a Sicilia en el verano de 1573. Allí residirá en Palermo hasta 1579, tras la muerte temprana del marido el año anterior, muerte que la colocó en una difícil situación, aunque recibirá una vez más el apoyo de Felipe II. 

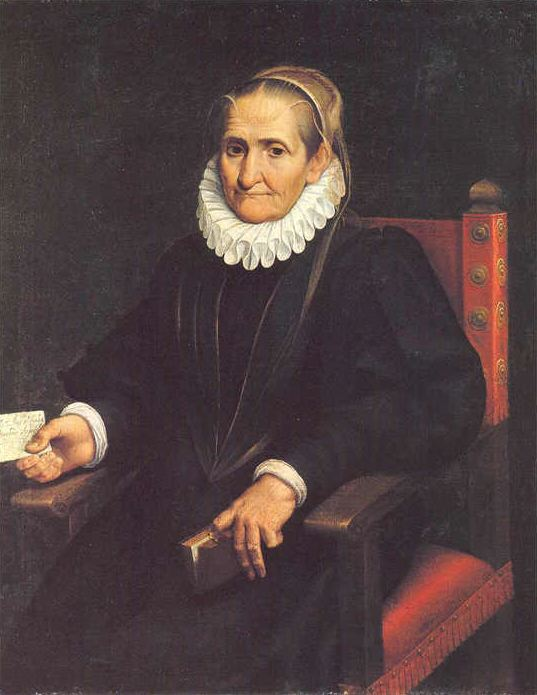
Sofonisba Anguissola, Autorretrato, 1610. Gottfried Keller Foundation.

Viajando hacia Cremona, Sofonisba conoció al noble genovés Orazio Lomellino, considerablemente más joven que ella, el capitán del barco en el que viajaba. Se casaron en 1579 en Pisa, en contra de los deseos de Felipe II, quien no autorizaba la boda. En una carta, ella argumentó que el matrimonio se había consumado antes de recibirse la negativa del rey español. La nueva pareja se estableció en Génova, en una gran casa en donde pudo tener su propio estudio y tiempo para pintar y dibujar. La generosa pensión que le otorgó Felipe II, además de la fortuna personal de Orazio permitió a Sofonisba pintar y vivir libre y cómodamente. Bastante famosa entonces, recibió la visita de muchos de sus colegas. Varios de éstos eran más jóvenes que ella y aprendían e imitaban el estilo distintivo de Anguissola. Desde 1581 hasta 1615 residió en Génova, manteniendo una posición de prestigio tanto por su cultura y su talento artístico como por sus privilegiados contactos con la corte española. Sus últimos diez años los pasó en Palermo, en sus posesiones sicilianas.
En 1623, la visitó el pintor flamenco Anton van Dyck, quien hizo alusiones a sus visitas a Sofonisba en su hoy famoso cuaderno de bocetos del Museo Británico de Londres. Van Dyck dijo: «Aunque su vista está debilitada, se mantiene aún muy alerta mentalmente». En contra de lo que algunos biógrafos reclaman, ella nunca se llegó a quedar ciega; quizá tuvo cataratas.[cita requerida] Murió en Palermo en 1625. Fue internacionalmente aclamada y respetada a lo largo de su vida.
Siete años después, en lo que sería la celebración del centenario de su nacimiento, su viudo colocó una inscripción en su tumba en la que se leía, en parte: «A Sofonisba, mi mujer [...] quien es recordada entre las mujeres ilustres del mundo, destacando en retratar las imágenes del hombre [...] Orazio Lomellino, apenado por la pérdida de su gran amor, en 1632, dedicó este pequeño tributo a tan gran mujer».

## Estética
Con palabras de Sofonisba Anguissola, tomadas de la carta que envió al papa Pío IV junto al retrato de Isabel de Valois, la artista valora que el arte busque la verdad, entendida esta como la apariencia física, ya que no puede penetrar en el alma humana.

Se col pennello si potesse così rappresentare agli occhi di Vostra Beatitudine le bellezze dell'animo di questa serenissima reina, non potria veder cosa piü maravigliosa. Ma in quelle parti, le quali con l'arte si sono potute figurare, non ho mancato di usare tutta quella diligenza che ho saputo maggiore, per rappresentare alla Santitá Vostra il vero.
Sofonisba Anguissola. Cremona, c. 1561.

## Legado

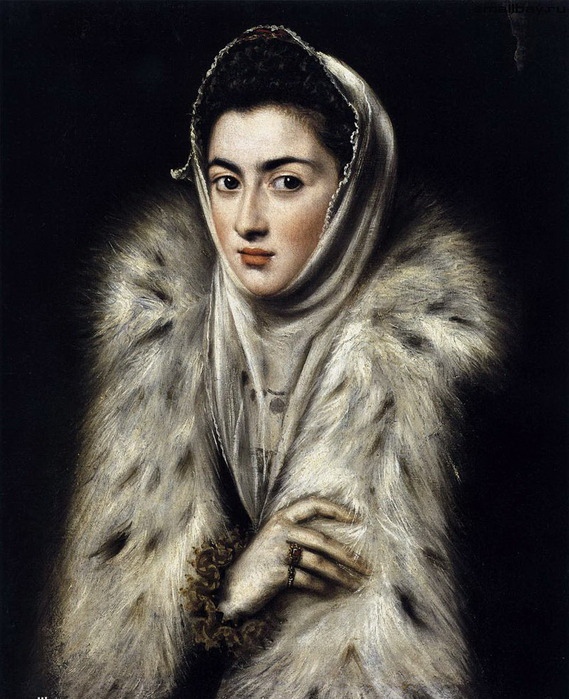
La dama del armiño (c. 1570), atribuida, entre otros, a Anguissola. Burrell Collection, Glasgow.

Un total de cincuenta obras han sido atribuidas con seguridad a Sofonisba. Sus cuadros pueden ser vistos en las galerías en Bérgamo, Budapest, Madrid (Museo del Prado y Museo Lázaro Galdiano), Milán (Pinacoteca de Brera), Nápoles, Siena y Florencia (Galería Uffizi). Su obra ha tenido enorme influencia en las generaciones de artistas posteriores. Su retrato de la reina Isabel de Valois con una piel de marta cibelina fue el retrato más copiado en España. Entre estos copistas se incluyen muchos de los mejores artistas del momento, como Pedro Pablo Rubens.

### Un precedente para otras mujeres artistas
La trayectoria de Sofonisba es un referente en la historia. Pese a vivir en una época donde las mujeres estaban ausentes de las artes visuales, su éxito abrió el camino a otras mujeres para desarrollar sus carreras artísticas. Entre sus nombres se encuentran Lavinia Fontana, Bárbara Longhi, Fede Galizia y Artemisa Gentileschi. El Museo del Prado celebró su segundo centenario en 2020 con, entre otras, una exposición antológica sobre Anguissola y Fontana.